# Lijst van staatsministers van Reuss jongere linie

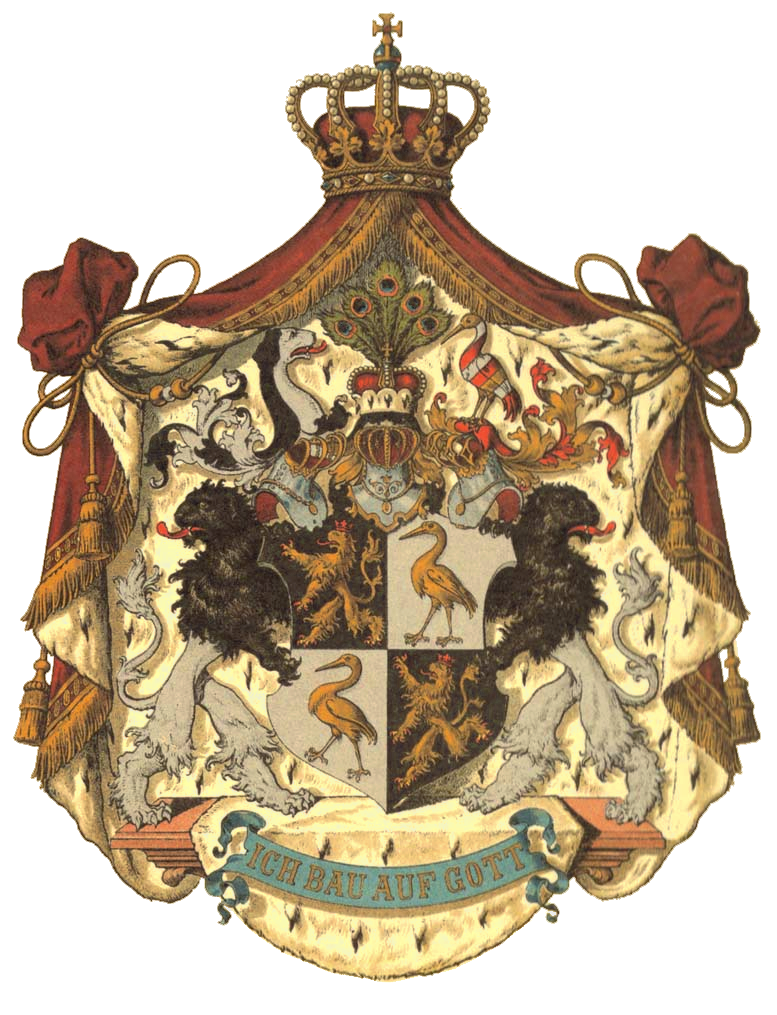
Wapen van Reuss jongere linie

Dit is een lijst van staatsministers van de voormalige Duitse deelstaat Reuss jongere linie (Reuß jüngere linie).
| Persoon                                                                    | periode                            | partij                         |
| Vorstendom Reuss jongere linie                                             | Vorstendom Reuss jongere linie     | Vorstendom Reuss jongere linie |
| Staatsministers Staatsminister                                             | Staatsministers Staatsminister     | Staatsministers Staatsminister |
| -------------------------------------------------------------------------- | ---------------------------------- | ------------------------------ |
| N. Strauch                                                                 | 1825 - 1841                        |                                |
| Hermann Robert Bretschneider                                               | 1841 - 1854                        |                                |
| Eduard Heinrich Geldern-Crispendorf                                        | 1854 - 1862                        |                                |
| Andreas Paul Adolf von Harbou                                              | 1862 - 24 juni 1877                |                                |
| Emil von Beulwitz                                                          | 1877 - 1892                        |                                |
| Christian August Anton Vollert                                             | 1892 - 1896                        |                                |
| Walter Engelhardt                                                          | 1896 - 1902                        |                                |
| Karl Franz Ernst von Hinüber                                               | 1 oktober 1902 - 7 november 1918   |                                |
| Paul Ruckdeschel                                                           | 7 november 1918 - 10 november 1918 |                                |
| Vrijstaat Reuss jongere linie                                              |                                    |                                |
| Staatsminister                                                             |                                    |                                |
| Karl Eduard Emil Franz Moritz Freiherr von Brandenstein                    | 10 november 1918 - 17 april 1919   |                                |
| Volksstaat Reuss Na de fusie van Reuss jongere linie en Reuss oudere linie |                                    |                                |
| Staatsministers Staatsminister                                             |                                    |                                |
| Karl Eduard Emil Frans Moritz Freiherr von Brandenstein William Oberländer | 17 april 1919 - 1 mei 1920         | — DDP                          |

## Voetnoten
1. ↑  De Volksstaat Reuss ging op 1 mei 1920 op in Thüringen